# Itsasperri
Itsasperri (también conocido como Ichasperri) es un despoblado español situado en el término concejil de Eguiarreta, del municipio de Araquil, en la Comunidad Foral de Navarra.

## Historia
En 1887, tenía 7 habitantes, y desde entonces ha ido disminuyendo la población hasta quedar despoblado. En 2023, la entidad singular de población no tenía empadronado ningún habitante.
En este despoblado, situado cerca del lugar de Eguiarreta se encuentra la iglesia de Santiago de Ichasperri, una iglesia románica del siglo XII, declarada bien de interés cultural; era el lugar de reunión de la junta del valle hasta los últimos años del siglo XX. Todavía allí, alrededor del 25 de julio, se celebra el día del valle.

## Galería de imágenes
- Ermita de Santiago de Itxasperri (42°55′26″N 1°51′32″O / 42.92389, -1.85889)

Ermita de Santiago de Itxasperri
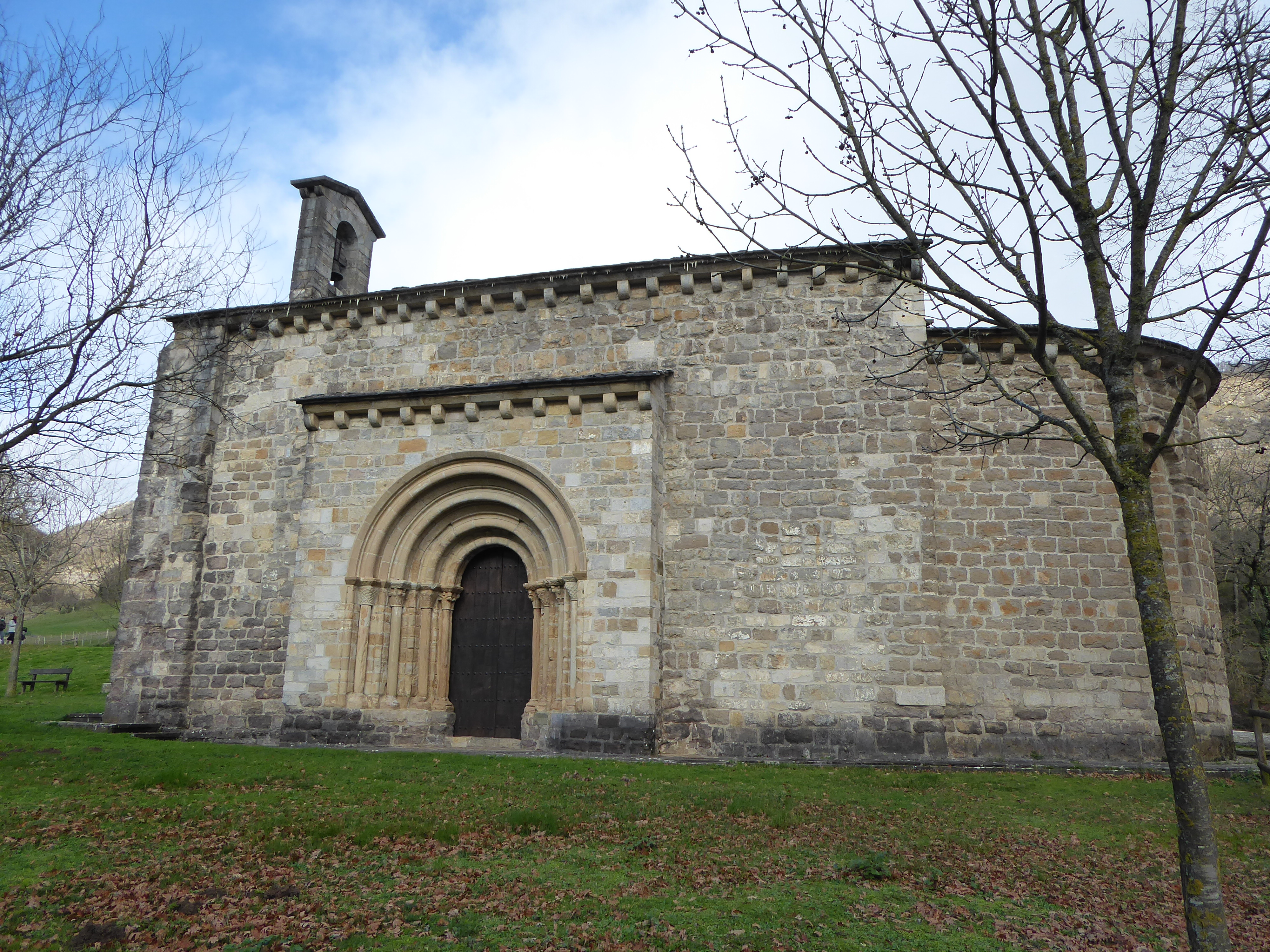
Fachada sur
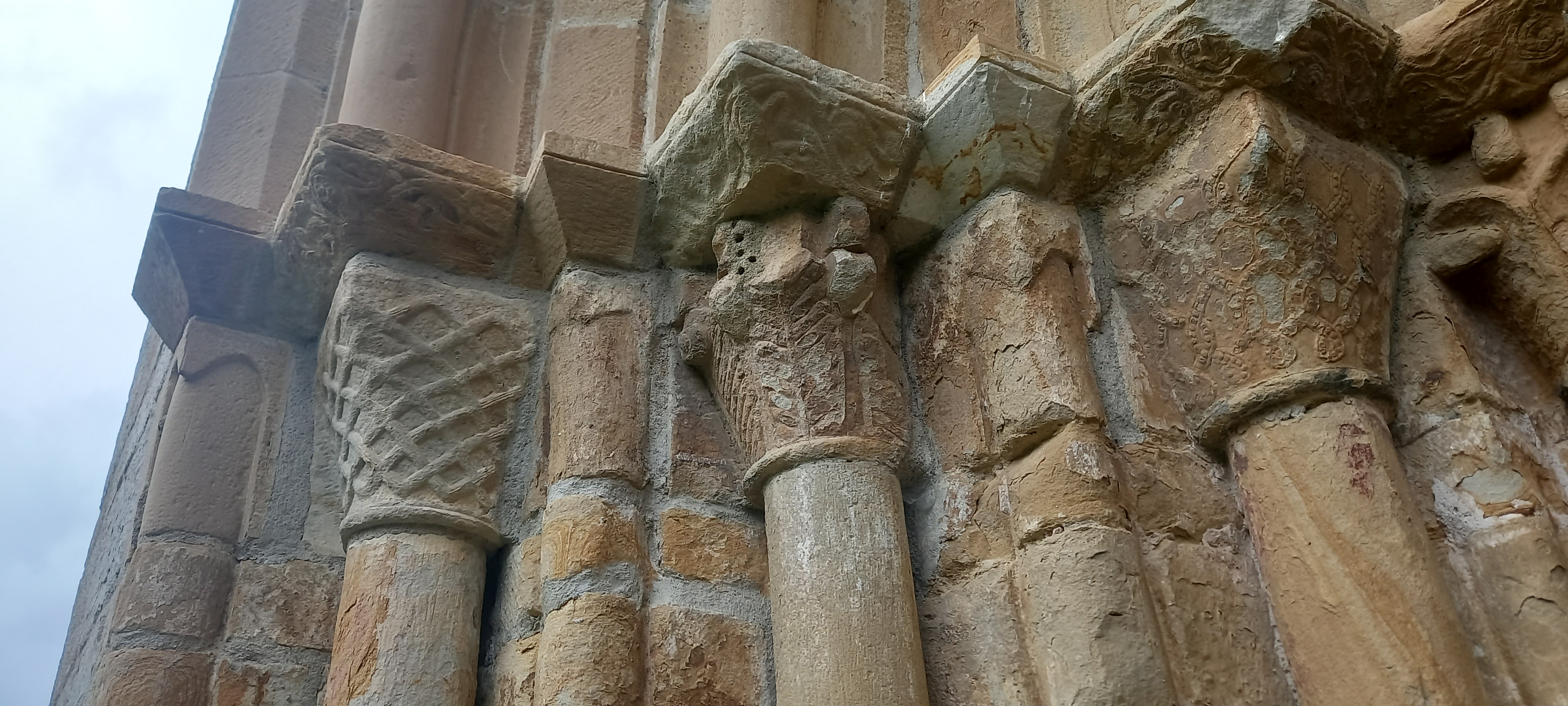
Capiteles en la portada
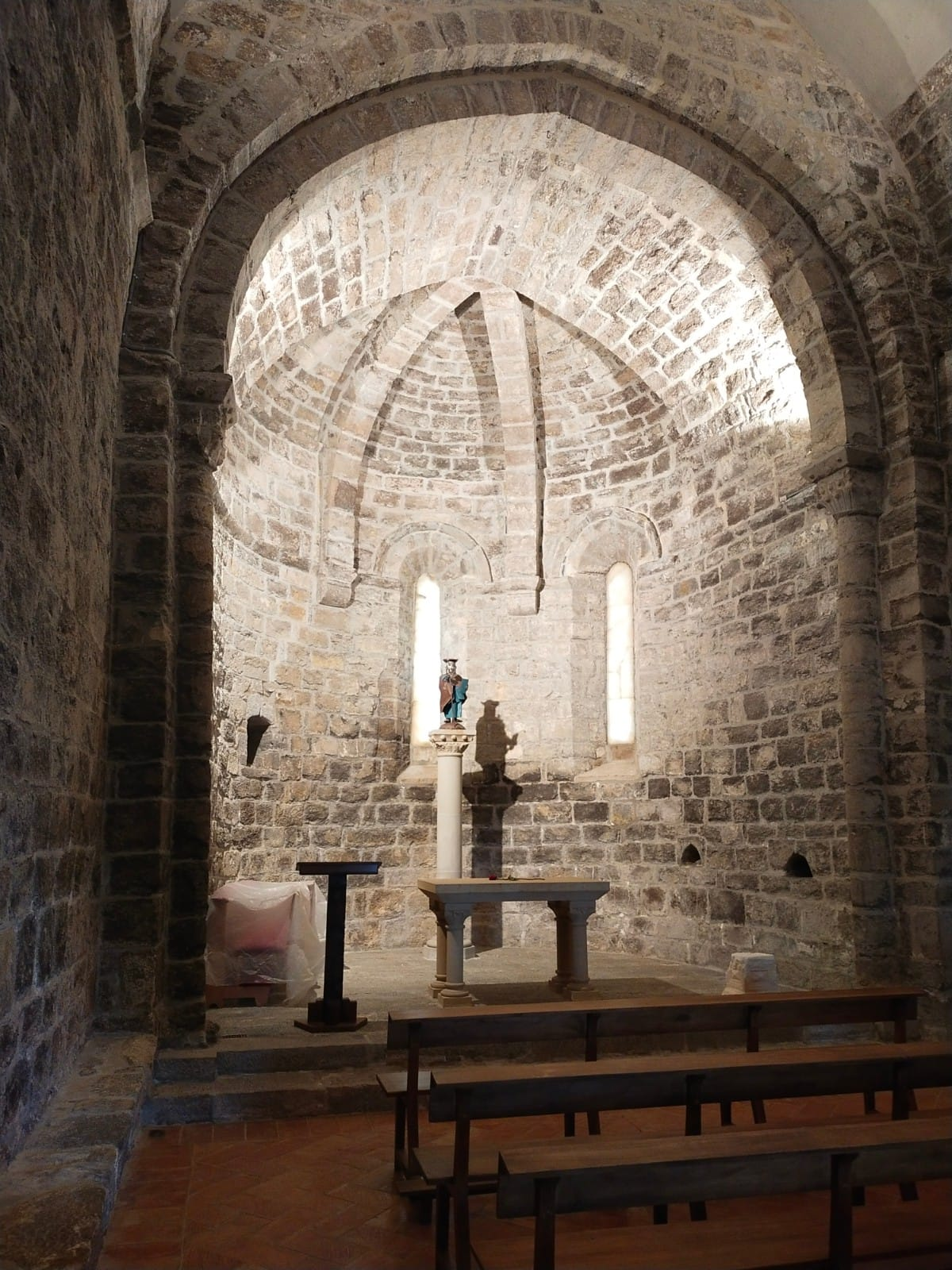
Interior
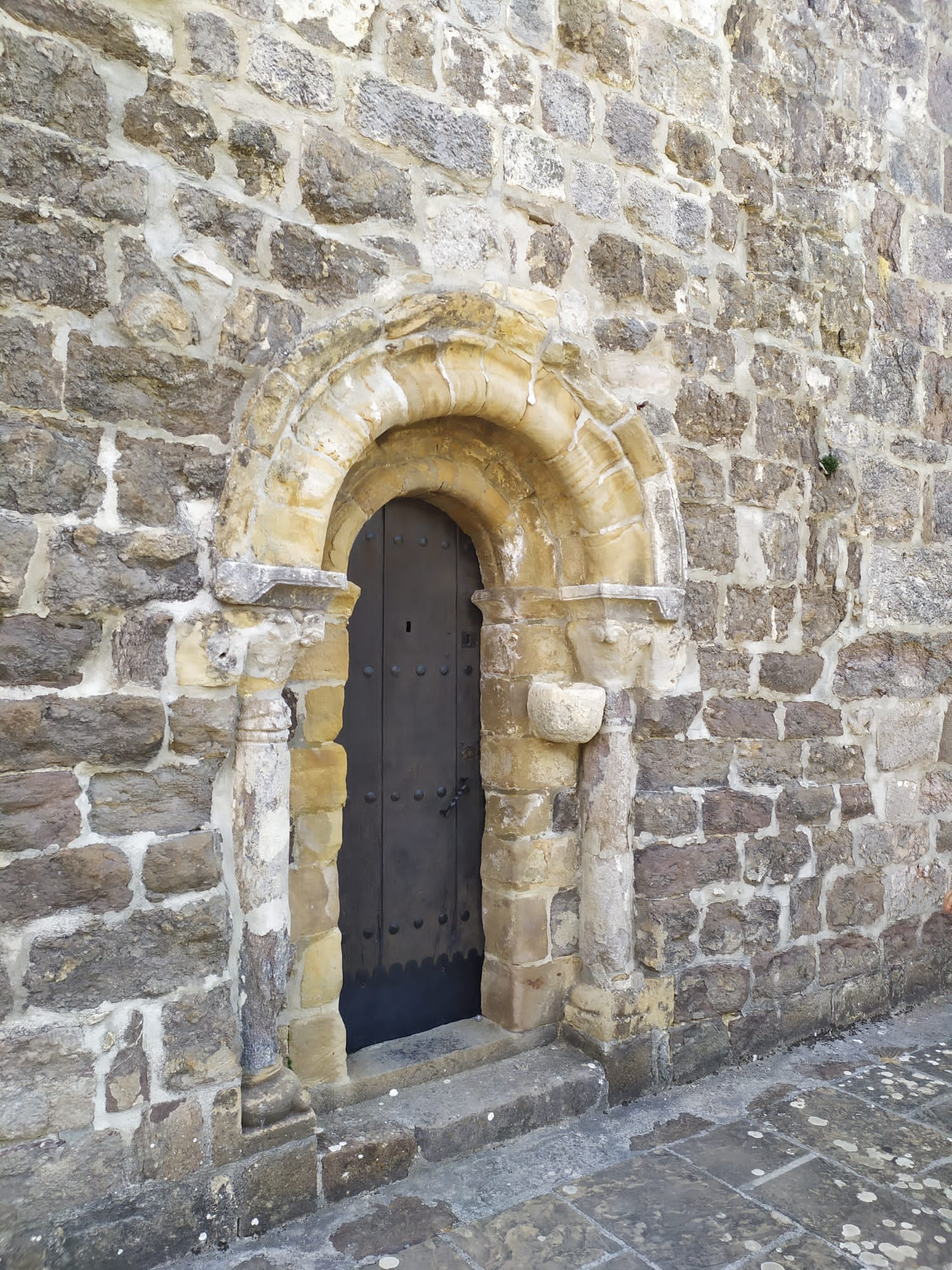
Puerta a los pies de la nave
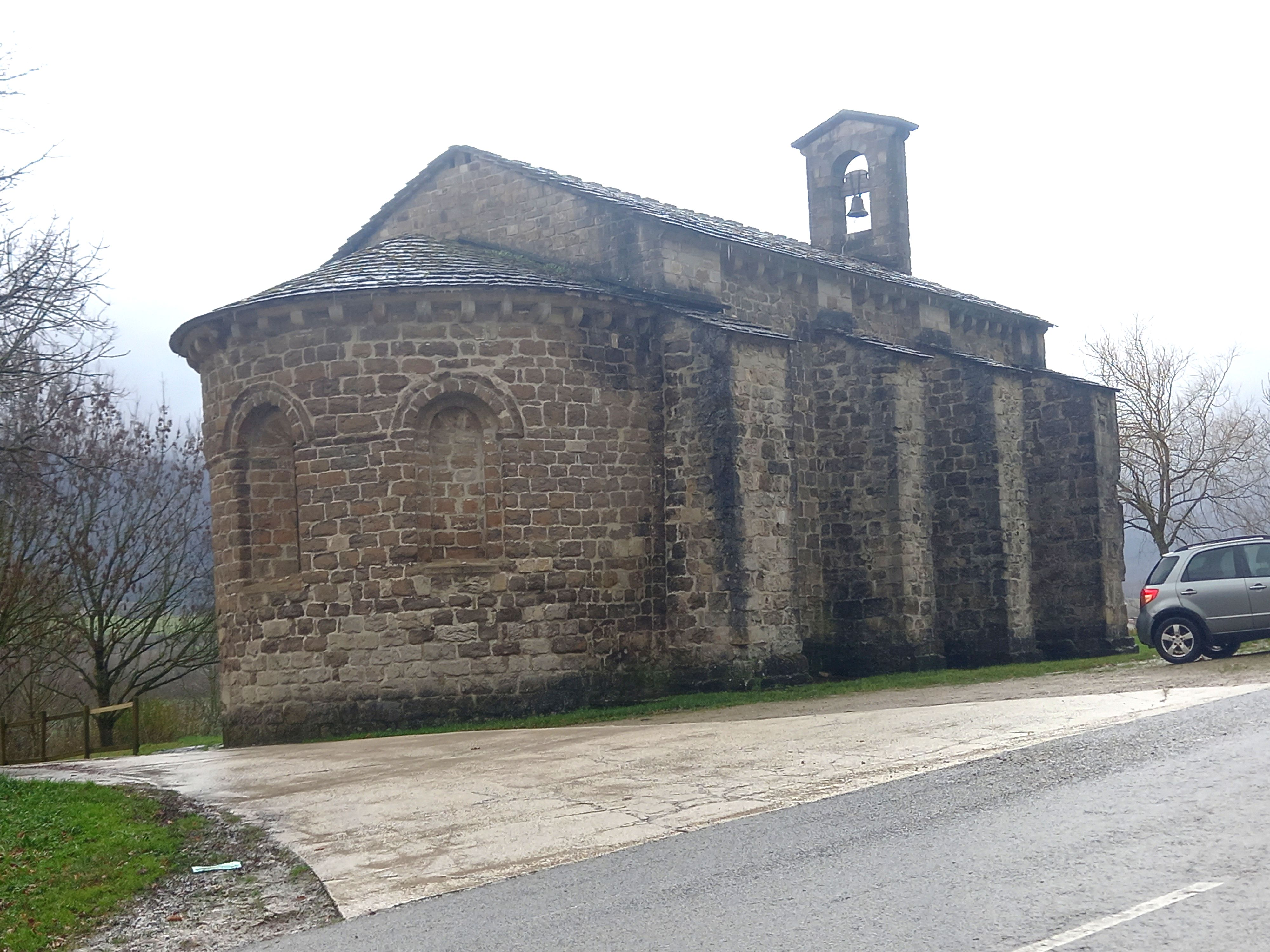
Ábside y contrafuerte en la fachada norte